# Plats bruts
Plats bruts va ser una sèrie de televisió catalana estrenada el 19 d'abril de 1999 per TV3. Aquesta comèdia de situació era una coproducció Kràmpack, El Terrat (Xen Subirats) i Televisió de Catalunya (Montse Polo i Montse Narro) dirigida per Oriol Grau, Lluís Manyoses i Joel Joan. La sèrie estava formada per 73 episodis de 25-30 minuts de durada, dividits en sis temporades i fou emesa per TV3 des del 19 d'abril de 1999 fins al 15 d'abril de 2002. Més avant se'n van fer reemissions (estiu del 2004 a TV3; any 2012 al canal 3XL; estiu del 2013, del 2014, del 2015, del 2016 i del 2019 a TV3; i any 2020 a 8tv).
Plats bruts va tenir molt bona audiència i va arribar a superar el milió d'espectadors ja al segon episodi, i va aconseguir una mitjana de més d'un 35% del quota de pantalla i de 900.000 espectadors a Catalunya. Posteriorment es van reposar els episodis pel Canal 300 i el 3XL i es va doblar la primera temporada al castellà amb el títol Platos sucios, per emetre's per Vía Digital i ETB2. Plats bruts va ser una sèrie revolucionària perquè era de les primeres sèries de televisió que, a més de tenir subtítols, oferia la possibilitat al públic d'activar comentaris d'audiodescripció per a cecs.
La sèrie és una comèdia de situació amb un estil anglosaxó molt marcat, en què els episodis segueixen un fil conductor, però no tenen una continuació temàtica. Durant la seva emissió va comptar amb molt bones crítiques gràcies als guions frescs i divertits i a uns actors que encaixaven molt bé en els respectius personatges. Es presenta un humor intel·ligent, però molt peculiar que va en sintonia amb les personalitats dels protagonistes, que tot i les excentricitats i les exageracions, connecten fàcilment amb l'audiència per la seva credibilitat. També destaca la paròdia a la societat catalana actual, especialment en les referències al catalanisme.

## Sinopsi
En Lopes i en David (Joel Joan) són dos nois que comparteixen pis a l'Eixample de Barcelona. Anys enrere, en Lopes havia estat monitor d'en David, però aquest és l'únic vincle que tenen en comú, ja que no s'assemblen en res. Quan coincideixen en la visita del pis de lloguer, decideixen compartir-lo perquè es necessiten mútuament per tirar endavant.
En Lopes és un fracassat, solter de 34-35 anys, que ha de compartir pis perquè depèn d'un mal contracte amb Ràdio Bofarull, on treballa de locutor. En David és un jove aburgesat de 24-25 anys que un dia decideix canviar la seva vida i emancipar-se, tot i que segueix rebent una paga setmanal i s'emporta l'assistenta de casa, la Carbonell. Està convençut que té talent i estudia a l'Institut del Teatre. Als dos nois els acompanya l'Emma, una noia que viu en una caseta de fusta al terrat de l'edifici, però que comparteix tots els serveis del pis dels nois. Al seu voltant s'hi troben en Pol, estudiant de teatre homosexual i company del David que treballa de cambrer el Cafè Maurici, en Ramon, company d'en Lopes a la ràdio, i la Mercedes, la seva directora. En les darreres temporades apareixen nous personatges, com l'àvia del David, la "iaia" Sunsión, i el nou responsable del bar, l'Stasky, que van substituir els personatges de la Carbonell i en Pol.
La sèrie mostra les aventures dels dos protagonistes per tirar endavant les seves vides, com es van coneixent de mica en mica, i malgrat les seves diferències, com s'acaben necessitant mútuament fins a fer-se inseparables. La resta de personatges conviuen amb ells les diverses situacions que se'ls presenten.

## Personatges
Els dos personatges principals són el Lopes (Jordi Sànchez) i el David (Joel Joan), que comparteixen pis, i l'Emma (Mònica Glaenzel), la veïna d'una caseta de fusta al terrat de l'edifici. També tindran especial importància el Ramon (Lluís Xavier Villanueva) i la Mercedes (Montse Pérez), que treballen a la mateixa emissora de ràdio que el Lopes, la Carbonell (Anna Maria Barbany), la dona de fer feines del David, i el Pol (Pau Durà), un company del David a l'Institut del Teatre i cambrer del Cafè Maurici. En els darrers episodis de la quarta temporada, la Carbonell i el Pol marxen del barri (els actors deixen la sèrie) i s'incorporen l'àvia del David (Mercè Comes) i l'Stasky (Borja Espinosa), el nou cambrer del bar. Altres personatges secundaris són la Marina (Carme Pla), nòvia durant uns quants capítols del David, els pares del David (Vicky Peña i Jesús Ferrer), el pare del Lopes (Jordi Banacolocha), el doctor Prim (Carles Canut), metge que atén els personatges i la Guillermina (Mercè Martínez), nòvia del Lopes al final de la sèrie.

## Temporades
Article principal: Llista d'episodis de Plats Bruts
| Temporada | Episodis | Estrena                | Final                   | Audiència | Quota d'Audiència |
| --------- | -------- | ---------------------- | ----------------------- | --------- | ----------------- |
| 1         | 13       | 19 d'abril de 1999     | 19 de juliol de 1999    | 846.000   | 32,8%             |
| 2         | 16       | 13 de setembre de 1999 | 10 de gener del 2000    | 949.000   | 35,6%             |
| 3         | 10       | 8 de maig del 2000     | 10 de juliol del 2000   | 1.004.000 | 37,2%             |
| 4         | 8        | 6 de novembre del 2000 | 25 de desembre del 2000 | 1.123.000 | 41,3%             |
| 5         | 12       | 30 d'abril de 2001     | 16 de juliol de 2001    | 1.051.000 | 39,8%             |
| 6         | 14       | 30 d'abril de 2002     | 30 de juliol de 2002    | 1.024.000 | 38,8%             |

## Curiositats
Tots els noms dels capítols comencen amb el verb «Tinc...» per exemple Tinc pis, Tinc por, Tinc enveja... Només hi ha quatre excepcions a aquest fet que ho fan amb altres formes verbals o amb una negació al principi: Tenim un amor comú, No tinc assistenta, Tenim un merder i Ho tinc tot controlat.
La melodia utilitzada al tema musical de la sèrie, composta per Quimi Portet, és molt similar a la que apareix a la cançó de The Flaming Lips «Buggin' (Mokran Remix)», de l'àlbum The Soft Bulletin, que es posà a la venda el febrer de 1999, tan sols dos mesos abans de l'estrena de Plats Bruts a TV3.

### Capítol especial Cap d'Any 1999
A la nit de Cap d'Any del 1999 al 2000, es va emetre un capítol especial de la sèrie, un xic més curt (17 minuts), en què en David va a Sitges a una festa a la casa de la Naomi Campbell i els altres es queden al pis. Les situacions es compliquen fins que al final ningú pot fer la festa.

### El pis
El pis on viuen, un cinquè pis o un quart pis situat a l'Eixample, té tres incoherències en la seva distribució. La porta del lavabo, en realitat dona a la cuina, i en més d'una seqüència es veu la porta per la part del darrere des de la cuina. L'altre és que el balcó i la porta de sortida són a la mateixa paret. El balcó és a pocs metres a l'esquerra de la porta, però aquesta dona a una escala que baixa precisament pel costat esquerre, fent impossible que hi hagi també el balcó. La darrera incoherència és que on se suposa que hi ha el carrer, hi ha un altre pis en el mateix replà, el dels Grau-Manyosa.

### Coneguts de la Carbonell
Durant la sèrie, la Carbonell anomena a diversos personatges famosos que quan era jove havia cuidat o havia conegut. Entre els famosos s'inclouen Charlton Heston, el va conèixer en la pel·lícula Quan rugeix la marabunta i havien coincidit en diverses convencions d'Amics del Rifle; Mario Gas; Iñaki Gabilondo, que l'havia banyat de petit; Winona Ryder, de la qual havia estat representant quan començava a actuar; Frank Sinatra, que el va ajudar a desenganxar-se de la droga, James Joyce amb qui va mantenir una relació amorosa i el va ajudar a escriure l'Ulisses, i William Holden, amb qui també va tenir un afer.

### Capítol censurat
Televisió de Catalunya té penjats tots els capítols de Plats Bruts al seu servei de vídeo per Internet, la plataforma 3Cat l, així com al seu canal de YouTube. Tanmateix, hi va haver un capítol censurat durant un temps. Es tracta de Tinc revelació en el qual es fa una paròdia de la vida de Jesucrist. Aquest capítol tampoc no s'ha emès en cap de les reposicions de la sèrie. Finalment, el juliol de 2018 fou restituït al servei de vídeo per Internet després d'una consulta del Diari ARA.

### Plats Bruts avui
Tot i l'antiguitat de la sèrie, les seves reposicions sistemàtiques i l'estima dels seus seguidors han fet perviure la sèrie 20 anys després de la seva estrena, que sense perdre pistonada, ha esdevingut part de l'imaginari col·lectiu de la societat catalana. Avui dia, diversos perfils a les xarxes socials segueixen recollint els gags més emblemàtics i revivint l'humor del David, el Lopes, l'Emma i companyia.

## Premis
- Premi de GECA per l'audiència.
- Nominació a Joel Joan per millor actor de televisió. (També per la sèrie Periodistas)
- Premi per la producció de la millor sit-com d'Òmnium Cultural.
- Premi a Joel Joan per la direcció de la sèrie de Ràdio Pomar.
- Premi Ondas a com a la millor sèrie el 2002.

## Equip i Producció[9]

### Direcció
- Oriol Grau (44 episodis, del 1999 al 2000)
- Lluís Manyoses (44 episodis, del 1999 al 2000)
- Joel Joan (27 episodis, del 2000 al 2002)

### Guionistes
- Xesc Barceló (44 episodis, del 1999 al 2000)
- Xavier Bertran (15 episodis, del 2000 al 2002)
- Núria Furió (55 episodis, del 1999 al 2002)
- Joel Joan (71 episodis, del 1999 al 2002)
- Albert Plans (57 episodis, del 1999 al 2002)
- Sergi Pompermayer (37 episodis, del 1999 al 2002)
- Mercè Sàrrias (57 episodis, del 1999 al 2002)
- Jordi Sánchez (71 episodis, del 1999 al 2002)

### Productors
- Jordi Roure - productor executiu (71 episodis, del 1999 al 2002)
- Xen Subirats - productor executiu (70 episodis, del 1999 al 2002)
- Cruz Rodríguez - productor executiu (57 episodis, del 1999 al 2002)
- Montse Polo - productora (44 episodis, del 1999 al 2000)
- Montse Narro - productora (26 episodis, del 2000 al 2002)
- Elisabeth Méndez - assistenta de producció (25 episodis, del 1999 al 2001)
- Elisenda Alonso - productora i productora executiva (23 episodis, del 1999 al 2000)
- Toni Galobardes - assistent de producció (20 episodis, al 1999)
- Eva Joan - productora executiva (14 episodis, al 2002)
- Conxa Orea - productora executiva (14 episodis, al 2002)
- Joel Joan - productor executiu (11 episodis, al 2001)
- Diana Domínguez - assistenta de producció (10 episodis, al 2002)
- César Fernández - assistent de producció (5 episodis, del 2001 al 2002)
- Josep M. Casellas - assistent de producció (4 episodis, al 2001)
- Montse Rovira - assistenta de producció (4 episodis, al 2002)
- Xavi Arroyo - assistenta de producció (2 episodis, al 2000)
- Mònica Glaenzel - productora executiva (2 episodis, al 2000)
- Martina Bisbal - assistenta de producció (2 episodis, al 2002)
- Montse Canals Vilumara - productora (1 episodi, al 2001)

### Música
- Quimi Portet (71 episodis, del 1999 al 2002)
- Xavier Oró (1 episodi, al 2001)
- Pep Solórzano (1 episodi, al 2001)
- Manel Valls - editor musical (69 episodis, del 1999 al 2002)

### Edició
- Isabel Castillo (18 episodis, del 1999 al 2000)
- Xavier Cacho (12 episodis, del 1999 al 2002)
- Diego Miranda (12 episodis, del 1999 al 2002)
- David Burillo (11 episodis, al 1999)
- Joan Grané (10 episodis, al 2000)
- Marc Escòlies (10 episodis, del 2001 al 2002)
- Dani Cuadrada (9 episodis, del 2000 al 2002)
- Noemí Paretas (6 episodis, del 1999 al 2001)
- Carme Charles (4 episodis, del 1999 al 2000)
- Anna Ramoneda (3 episodis, del 2000 al 2001)
- Xavi López (3 episodis, del 2001 al 2002)
- Jordi Buyreu (3 episodis, al 2001)
- Oriol Borbonet (2 episodis, del 2001 al 2002)
- Jordi Brunet (2 episodis, del 2001 al 2002)
- Robert García (2 episodis, al 2002)
- Xavier Castillo (1 episodi, al 1999)
- Enric Molins (1 episodi, al 1999)
- Olivia Rueda (1 episodi, al 2001)

### Càsting
- Pep Armengol (72 episodis, del 1999 al 2002)
- Laia Espot - assistenta de càsting (70 episodis, del 1999 al 2002)

### Decorats
- Santi Traïd (43 episodis, del 1999 al 2000)
- Montse Minguell (26 episodis, del 2000 al 2002)
- Júlia de Porras (4 episodis, al 1999)

### Disseny de vestuari
- Montse Acevedo (43 episodis, del 1999 al 2001)
- Anna Falguera (14 episodis, al 1999)
- Rosa Julià (14 episodis, al 2002)
- Pepi Aubia (4 episodis, al 1999)

### Departament de vestuari
- Paquita Martínez - modista (57 episodis, 1999 al 2002)
- Esther Mir - estilista (56 episodis, del 1999 al 2001)
- Míriam Gual - assistenta de vestuari (52 episodis, del 1999 al 2002)
- Carme Cabello - modista (20 episodis, de 1999 al 2002)
- Laura Coll - assistenta de vestuari (16 episodis, a 1999)
- Íngrid P. - estilista (13 episodis, de 2002)
- Josep Abril - encarregat del vestuari de Joel Joan (9 episodis, de 1999 a 2001)
- Gabriel Torres - encarregat del vestuari de Joel Joan (3 episodis, de 1999 al 2000)
- Roser Francesc - encarregada del vestuari de Joel Joan (2 episodis, al 2001)
- Esther Caldàliga - estilista (1 episodi, al 2000)
- Ariadna Vargas - assistenta de vestuari (1 episodi, 2002)

### Maquillatge
- Maite Campos - maquillatge i perruqueria (69 episodis, del 1999 al 2002)
- Isabel Caparrós - perruquera (26 episodis, del 1999 al 2000)
- Margarida Font - perruquera (17 episodis, del 2000 al 2002)
- Rosa Asencio - maquillatge (16 episodis, del 1999 al 2002)
- Núria Rubira - maquillatge (16 episodis, del 1999 al 2000)
- Gemma Pérez - perruquera (14 episodis, al 1999)
- Esther Osuna - maquillatge (12 episodis, del 2001 al 2002)
- Sílvia Arenós - perruquera (11 episodis, al 2001)
- Neus Carrasco - maquillatge (10 episodis, del 1999 al 2000)
- Laura Parra - maquillatge (9 episodis, del 1999 al 2000)
- Àngela Hernández - perruquera (6 episodis, al 1999)
- Montse Vega - maquillatge (4 episodis, del 1999 al 2002)
- Olga Arenós - perruquera (3 episodis, del 1999 al 2002)
- Maria Pérez - perruquera (3 episodis, al 1999)
- Cristina Cabreros - maquillatge (2 episodis, al 1999)
- Núria Gómez - perruquera (2 episodis, al 1999)
- Marta Royo - maquillatge (2 episodis, al 1999)
- Aura Cuxart - maquillatge (2 episodis, del 2000 al 2002)
- Carmen Mayor - perruquera (2 episodis, al 2000)
- Caitlin Acheson - maquillatge (1 episodi, al 1999)
- Lola Moya - perruquera (1 episodi, al 1999)
- Anna Muixí - maquillatge (1 episodi, al 1999)
- Lluïsa Soler - maquillatge (1 episodi, al 1999)
- Carme Agell - maquillatge (1 episodi, al 2000)
- Pilar Feito - maquillatge (1 episodi, al 2000)
- Marta López-Amor - maquillatge (1 episodi, al 2000)
- Belina Vizcaino - perruquera (1 episodi, al 2000)
- Rosa Maria Alonso - perruquera (1 episodi, al 2001)
- Teresa Alonso - maquillatge (1 episodi, al 2001)
- Hilario Hernández - perruquer (1 episodi, al 2001)
- Ivan Malpica - perruquera (1 episodi, al 2001)
- Fefa Pérez - perruquera (1 episodi, al 2001)
- Josefa Pérez - perruquera (1 episodi, al 2001)
- Cristina Rin - perruquera (1 episodi, al 2001)
- Carme Clos - maquillatge i perruqueria (1 episodi, al 2002)
- Joana Álvarez - perruquera (1 episodi, al 2002)

### Segona unitat de direcció i assistents de direcció
- Àngela Gallofré - assistenta de direcció (43 episodis, del 1999 al 2000)
- Francesc Calafell - assistent de direcció (27 episodis, del 2000 al 2002)
- Aina Ivern - assistenta de direcció (19 episodis, del 1999 al 2001)
- Núria Carné - assistenta de direcció (13 episodis, al 2002)
- Iolanda Astor - assistenta de direcció (12 episodis, al 1999)
- Eva Hernández - assistenta de direcció (12 episodis, al 2000)
- Clara Gargallo - assistenta de direcció (9 episodis, al 2001)
- Mercè Carbonell - assistenta de direcció (2 episodis, al 2000)
- Esther Benages - assistenta de direcció (2 episodis, al 2002)
- Sergi Giménez - assistent de direcció (1 episodi, al 2000)

### Direcció artística
- Esther Ricart - dissenyadora de set (71 episodis, del 1999 al 2002)
- Anna Zelich - dissenyadora gràfica (57 episodis, del 1999 al 2001)
- Santi Traïd - dissenyador de set (34 episodis, del 1999 al 2001)
- José Villar - Attrezzo i propietari (30 episodis, del 1999 al 2000)
- Pedro Felipe - Attrezzo (13 episodis, del 1999 al 2000)
- Joan Mayol - Attrezzo (13 episodis, del 2000 al 2002)
- Joaquim Jaumà - Attrezzo (4 episodis, del 2000 al 2001)
- Jordi Ruberte - Attrezzo (3 episodis, al 1999)
- Susanna Ocaña - Attrezzo (2 episodis, al 2000)
- Francesc Albi - dissenyador de set (2 episodis, al 2001)
- Roger J. de los Ojos - Propietari i attrezzo (2 episodis, al 2001)
- Esther Lupestri - Attrezzo (1 episodi, al 1999)
- Josep Maria Segura - Attrezzo (1 episodi, al 2001)

### Departament de so
- Josep Romance - so i so de postproducció (60 episodis, del 1999 al 2002)
- Ricard Clos - so (30 episodis, del 1999 al 2001)
- Ignasi Batlles - so (17 episodis, del 1999 al 2001)
- Emili Valentí - so (16 episodis, del 2001 al 2002)
- Toni Vila - so (15 episodis, al 2000)
- Joan Esquirol - so i so de postproducció (12 episodis, del 2000 al 2001)
- Toni Rodríguez - so (12 episodis, del 2000 al 2001)
- Joan Borràs - so (9 episodis, del 1999 al 2002)
- Francesc Prades - so (8 episodis, del 1999 al 2002)
- Joan Pineda - so (8 episodis, del 1999 al 2000)
- Baldo Aboy - so (6 episodis, del 2000 al 2002)
- Àlex de Gregorio - so (6 episodis, del 2000 al 2002)
- Mario Ivovic - so (4 episodis, del 1999 al 2002)
- Marc Prunés - so (4 episodis, al 1999)
- Albert Juvés - so (3 episodis, del 1999 al 2002)
- Joan Sirvent - so (3 episodis, del 1999 al 2001)
- Jordi Nadal - so (3 episodis, al 1999)
- Toni García - so (3 episodis, al 2000)
- Josep A. Rodríguez - so (3 episodis, al 2001)
- Romà Martínez - so (2 episodis, al 1999)
- Salvador Pont - so (2 episodis, al 1999)
- Joan Sorribas - so (2 episodis, al 2000)
- Ramon Ciércoles - so (2 episodis, al 2002)
- Agustí Lahuerta - so (1 episodi, al 1999)
- Joan Puig - so (1 episodi, al 1999)
- Miquel Povill - so (1 episodi, al 1999)
- Tomàs Pérez - so (1 episodi, al 2002)
- Carles Rams - so (1 episodi, al 2000)
- José Antonio Bravo - so (1 episodi, al 2001)
- Xavier Garrido - so (1 episodi, al 2002)
- Ramon Ruiz - so (1 episodi, al 2002)
- José Ángel Vaz-Romero - so (1 episodi, al 2002)

### Càmeres i departament el·lèctric
- Martí Cabra - disseny d'il·luminació (67 episodis, del 1999 al 2002)
- Joaquim Murga - operador de càmera (64 episodis, del 1999 al 2002)
- Joan Àngel Sánchez - operador de càmera (28 episodis, del 1999 al 2002)
- Àlex Verdú - operador de càmera (26 episodis, del 1999 al 2000)
- Jesús Ferrero - operador de càmera (20 episodis, del 2000 al 2002)
- Lluís Merino - operador de càmera (20 episodis, del 2000 al 2002)
- Jordi Pla - operador de càmera (16 episodis, al 1999)
- Josep Lluís Navarro - operador de càmera (14 episodis, al 1999)
- Pepo Navarro - operador de càmera (11 episodis, al 2001)
- Joaquim Trabal - operador de càmera (10 episodis, al 2001)
- Marc Durà - operador de càmera (9 episodis, del 1999 al 2002)
- Claudi Pons - operador de càmera (9 episodis, del 1999 al 2000)
- Joan Albert Lluch - operador de càmera (8 episodis, del 1999 al 2000)
- Joan Carbonell - operador de càmera (6 episodis, al 1999)
- Felip Alcón - operador de càmera (6 episodis, al 2000)
- Llorenç Huguet - operador de càmera (4 episodis, del 1999 al 2002)
- Fede Salom - operador de càmera (4 episodis, al 1999)
- Salvador Grau - disseny d'il·luminació (4 episodis, del 2000 al 2001)
- Josep Gusi - operador de càmera (3 episodis, del 1999 al 2000)
- Joan I. Aguilar - operador de càmera (3 episodis, al 1999)
- Roser Turpin - operadora de càmera (3 episodis, al 2000)
- Joan M. Palma - operador de càmera (3 episodis, al 2002)
- Jordi Tort - operador de càmera (2 episodis, del 1999 al 2000)
- Josep Cussó - operador de càmera (2 episodis, al 1999)
- Joan Porredon - operador de càmera (2 episodis, al 2001)
- Joan L. Aguilar - operador de càmera (1 episodi, al 1999)
- Josep M. Ginabreda - il·luminació (1 episodi, 1999)
- David Roig - operador de càmera (1 episodi, al 1999)
- Josep Banús - operador de càmera (1 episodi, al 2000)
- Joan Cussó - operador de càmera (1 episodi, al 2000)
- Robert Díaz - operador de càmera (1 episodi, al 2000)
- Albert Ezquerra - disseny d'il·luminació (1 episodi, al 2000)
- Jordi Fàbregas - operador de càmera (1 episodi, al 2000)
- Gerardo López - operador de càmera (1 episodi, al 2000)
- Domènec P.Vinaixa - il·luminació (1 episodi, 2000)
- Carles Mallol - operador de càmera (1 episodi, al 2001)
- Joan Morató - operador d'steadicam (1 episodi, al 2001)
- Oriol Solà - assistent d'operador d'steadicam (1 episodi, al 2001)

### Equip addicional
- Mireia Garriga - assitenta de producció (14 episodis, al 2002)
- Dani Palomares - supervisor de vídeo i imatge (1 episodi, al 2001)
- Alícia Pérez - coreògrafa (1 episodi, 2001)